# Cazzago Brabbia
Cazzago Brabbia (Cazägh in dialetto varesotto, e fino al 1863 semplicemente Cazzago) è un comune italiano di 785 abitanti della provincia di Varese in Lombardia.

## Storia

### Simboli
Lo stemma comunale è stato concesso con decreto del presidente della Repubblica del 9 febbraio 1990 e si può blasonare:
Il gonfalone è un drappo rettangolare di giallo.

## Monumenti e luoghi di interesse
- La chiesa di San Carlo, costruita nel XVII secolo, con dipinti seicenteschi e ottocenteschi[6].
- Le lapidi ai caduti, costruite nel 1918 e nel 1946, per commemorare rispettivamente i caduti della prima e della seconda guerra mondiale.[7]
- Le ghiacciaie, costruite verso la fine del XVIII secolo.

## Società

### Evoluzione demografica
- 231 nel 1751
- 239 nel 1805
- annessione a Travedona nel 1809
- 643 nel 1853

Abitanti censiti

## Amministrazione
Cazzago fu in provincia di Como dal 1801 al 1927.
| Periodo        | Periodo        | Primo cittadino     | Partito      | Carica  | Note |
| -------------- | -------------- | ------------------- | ------------ | ------- | ---- |
| 23 aprile 1995 | 12 giugno 2004 | Giancarlo Giorgetti | Lega Nord    | Sindaco |      |
| 12 giugno 2004 | 25 maggio 2014 | Massimo Nicora      | Lista civica | Sindaco |      |
| 25 maggio 2014 | 10 giugno 2024 | Emilio Magni        | Lista civica | Sindaco |      |
| 10 giugno 2024 |                | Davide Bossi        | Lista civica | Sindaco |      |